# Битка за Маријупољ (мај–јун 2014)
Током растућих немира у Украјини након украјинске револуције 2014. године, у граду Маријупољу у Доњецкој области избили су сукоби између украјинских владиних снага, локалне полиције и сепаратистичких милитаната повезаних са Доњецком Народном Републиком. Владине снаге су се повукле из Маријупоља 9. маја 2014. године након што су тешке борбе довеле до пожара који је уништио седиште градске полиције. Ове снаге су одржавале контролне пунктове ван града. Интервенција челичане Метинвеста 15. маја 2014. довела је до уклањања барикада из центра града и обнављања патрола локалне полиције. Сепаратисти су наставили да имају штаб у другом делу града све док њихови положаји нису заузети у владиној офанзиви 13. јуна 2014.